# Campodolcino
Campodolcino (dt.: Gampolschin)  ist eine Gemeinde im Val San Giacomo in der Provinz Sondrio in der Lombardei, Italien.

## Geographie
Campodolcino hat 935 Einwohner (Stand 31. Dezember 2024) und eine Fläche von 48 km². Campodolcino liegt südlich des Splügenpasses, nahe der Grenze zum Kanton Graubünden, Schweiz. Zu Campodolcino gehören die Fraktionen Tini, Starleggia, Fraciscio, Motta. Angrenzende Gemeinden sind Madesimo, Mesocco (CH-GR), Piuro und San Giacomo Filippo.

## Sehenswürdigkeiten
- Pfarrkirche San Giovanni Battista, erbaut um 1400.
- Statue Nostra Signora d’Europa, von Egidio Casagrande, 13 Meter hoch, 15. Oktober 1957 geweiht vom Kardinal Montini.
- Lago Azzurro in der Fraktion Motta.

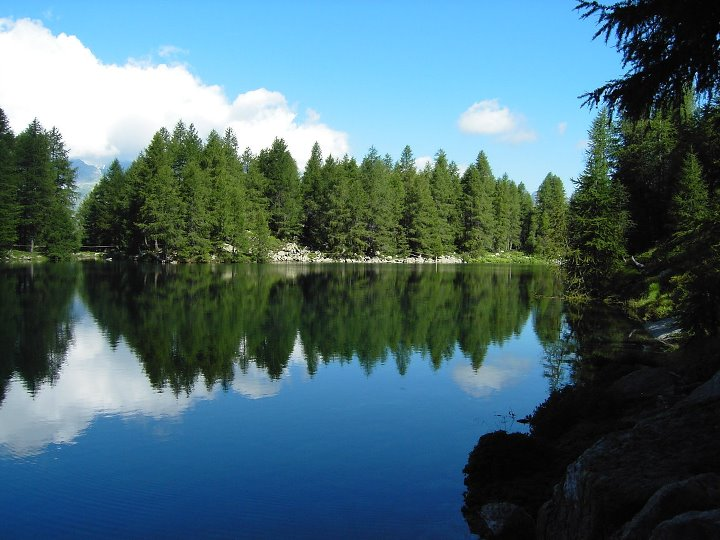
Lago Azzurro di Motta

- Cà Bardassa im Ortsteil Fraciscio, 17. Jahrhundert, heute Museo etnografico.
- Ponte Romano über den Bach Rabbiosa, in der Nähe der Pfarrkirche.

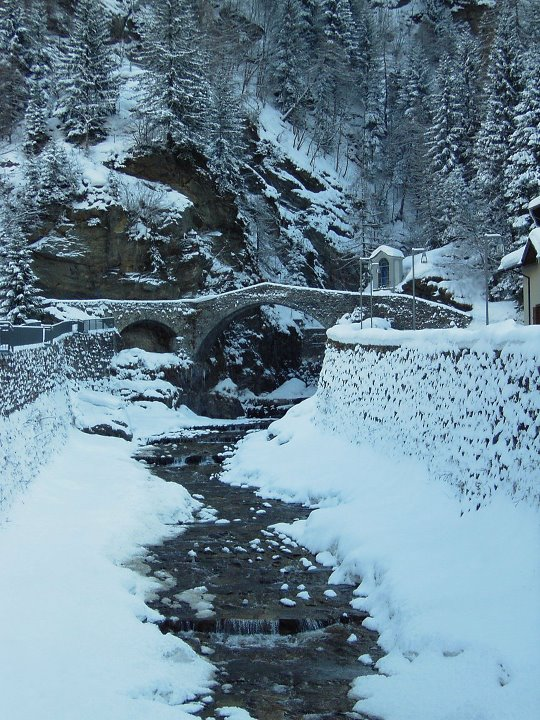
Ponte Romano im Winter

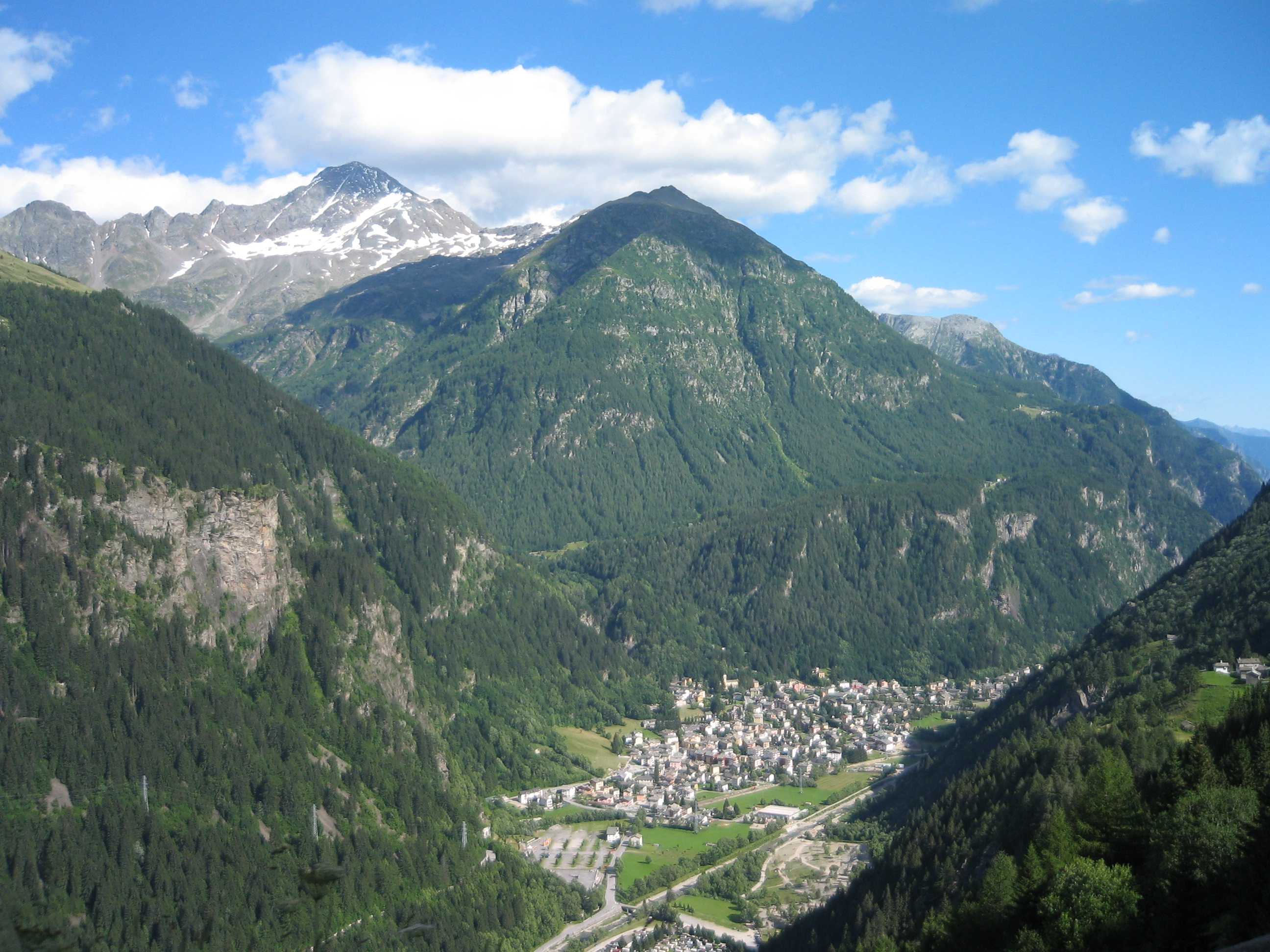
Campodolcino

- Pian dei Cavalli mit Paleontologischen Funden.
- Geburtshaus des Heiligen Luigi Guanella im Ortsteil Fraciscio.
- Il MuViS, Museo della Via Spluga e della Val San Giacomo im alten Gemeindehaus (der Palazz), Ethnographisches Museum seit 2007, seit 2011 Sitz des Ecomuseo della Valle Spluga.

## Persönlichkeiten
- Luigi Guanella (1842–1915), katholischer Priester und Ordensgründer
- Romano Levi (1928–2008), Künstler und Grappaproduzent